# Požár Litomyšle (1769)
Požár Litomyšle v roce 1769 byl jedním z četných požárů, které poničily toto východočeské město v 18. století. 
Oheň vypukl na svátek Božího těla dne 25. května 1769. Zatímco v případě některých starších požárů města byla příčinou náhoda, zde byl oheň způsoben lidským faktorem. Příčinou požáru byla střelba městských střelců během oslav. Požár se rozšířil v blízkosti Nové radnice (původně panského domu), který celý zničil, následně vzplálo i několik dalších domů na západní straně náměstí (č. 62 a 63), nakonec lehlo popelem 45 budov a celá západní strana náměstí. Shořel Panský mlýn a několik stodol na Českém předměstí.
V následujících letech byly budovy na dnešním Smetanově náměstí rozsáhle přestavovány. Střelba byla v Litomyšli na dlouhou dobu zakázána.[zdroj?]